# Kudrînți, Camenița
Kudrînți (în ucraineană Кудринці) este un sat în comuna Zavallea din raionul Camenița, regiunea Hmelnîțkîi, Ucraina.

## Demografie
Componența lingvistică a localității Kudrînți
     Ucraineană (98,81%)
     Rusă (1,19%)
Conform recensământului din 2001, majoritatea populației localității Kudrînți era vorbitoare de ucraineană (98,81%), existând în minoritate și vorbitori de rusă (1,19%).